# Podman
在计算领域中，Podman（Pod管理器）是紅帽公司所推出的一款符合开放源代码容器倡议（OCI）的开放源代码容器管理工具。該工具可用於管理Linux操作系统上的容器、镜像、磁碟區與pod，亦可經虛擬機器支持在macOS和Microsoft Windows上運作。Podman基于libpod库提供容器、pod、镜像與磁碟區的生命周期管理应用程序接口（API）。该应用程序接口与Docker API相同。Podman Desktop可以作為Docker Desktop的替代。

## 延申閲讀
- . learning.oreilly.com.
- . packtpub.com.   [2024-05-08]. （原始内容存档于2024-04-27）.